# Gonomyia (Gonomyia) crinita
Gonomyia (Gonomyia) crinita is een tweevleugelige uit de familie steltmuggen (Limoniidae). De soort komt voor in het Neotropisch gebied.